# Jablonowski József
Jablonowski József (Szepesolaszi, 1863. február 16. – Budapest, 1943. július 6.) rovartani kutató (entomológus).

## Életútja
Sárospatakon és Budapesten jogi, a budapesti egyetemen természetrajzi tanulmányokat folytatott. 1890-ben asszisztensként Horváth Géza mellé került a Rovartani Állomásra, melynek 1895-ben ideiglenes igazgatója, 1896-tól haláláig igazgatója volt.

## Munkássága
A hazai növényvédelem egyik legeredményesebb művelője. Munkássága a mező-, kert- és szőlőgazdaságot károsító állatok, főleg a rovarok életmódjának és leküzdésének kutatására terjedt ki. Nincsen olyan fontosabb rovarkárosító, melyet ne tanulmányozott, és amelynek irtását kísérletileg ki ne dolgozta volna. 
Jelentős szerepet vállalt a filoxéra elleni küzdelemben is, és az általa feltalált lóvontatású sáskairtógépet 1904-es sáskajáráskor a marokkói sáska ellen teljes sikerrel vetették be. A gyümölcsfák és a szőlő kártevő rovarai" című könyve három kiadást ért meg. 

## Fontosabb munkái
- A gabonazsizsik (Budapest, 1892)
- A szőlő betegségei és ellenségei (Budapest, 1895)
- A varjak mezőgazdasági jelentősége (Budapest, 1901)
- A répabogár és a védekezés ellene (Budapest, 1902)
- A gyümölcsfák s a szőlő kártevő rovarai (Budapest, 1902)
- Útmutatás a komlót pusztító állatok irtására (Budapest, 1905)
- A cukorrépa állati ellenségei (Budapest, 1906)
- A gyümölcskert védelme az élősködők ellen (Budapest, 1913)
- A mezei pockok ellen való védekezés (Budapest, 1913)
- A szőlőmolyok ellen való védekezés (Budapest, 1913)
- A patkány és bolha szerepe és módja a pestis terjesztésében és ennek megakadályozása (Budapest, 1922)